# Llac de Payolle
El llac de Payolle és un llac artificial dels Pirineus que es troba a les comunes de Campan i Àrreu, al departament dels Alts Pirineus. La riba oest constitueix el límit municipal entre les comunes d'Àrreu i d'Ancida. Sol quedar gelat durant l'hivern.

## Geografia
Està situat als peus del coll d'Aspin, a 1.139 m d'altitud. La seva superfície és d'unes 10 hectàrees, i s'alimenta per 3 rierols de muntanya.

## Turisme
El llac és un important centre turístic, amb l'estació d'esquí de Payolle com a base, on es practiquen activitats com el mountain bike, les curses d'orientació, l'esquí de fons, raquetes, trineus de gossos, passejades a cavall, caminades, etc. La pesca és permesa al llac, on també es practiquen diversos esports aquàtics.